# Akemi
Akemi (jap. あけみ, アケミ) – żeńskie imię japońskie.

## Możliwa pisownia
Akemi można zapisać używając wielu różnych znaków kanji i może znaczyć m.in.:
- 明美, „jasny, piękno”[1]
- 明海, „jasny, morze”
- 朱美, „cynober, piękno”
- 朱実, „cynober, owoc”
- 暁美, „świt, uroda”

## Znane osoby
- Akemi Kanda (朱未), japońska seiyū
- Akemi Matsuno (明美), japońska lekkoatletka, biegaczka długodystansowa
- Akemi Okamura (明美), japońska seiyū i narratorka
- Akemi Takada (明美), japońska artystka i ilustratorka

## Fikcyjne postacie
- Akemi (朱美), postać z mangi Vagabond
- Akemi Asakawa (明美), bohaterka serii mang i anime Bamboo Blade
- Akemi Homura (暁美), postać mangi i anime Puella Magi Madoka Magica
- Akemi Kawakami (明美), bohaterka mangi i anime Zetman
- Akemi Miyano (明美), postać z mangi i anime Detektyw Conan